# 龍彰天嗣
龍彰天嗣（りゅうしょうてんし、Long Chương Thiên Tự、ロンチュロンティェントゥ）は、ベトナム、李朝の聖宗李日尊の治世で使われた元号。1066年 - 1068年。

## 西暦等との対照表
| 龍彰天嗣 | 元年    | 2年     | 3年      |
| 西暦     | 1066年  | 1067年  | 1068年   |
| 干支     | 丙午    | 丁未    | 戊申     |
| 宋       | 治平3年 | 治平4年 | 熙寧元年 |

| 前の元号 彰聖嘉慶 | ベトナムの元号 李朝 | 次の元号 天貺宝象 |